# 일부상소
|                                                                  |
| 형사소송법                                                       |
| 이념과 구조                                                      |
| 무죄 추정의 원칙 · 자백배제법칙 · 전문법칙                       |
| 증거보전청구권 · 형사보상청구권 · 독수독과이론                   |
| 실체적 진실주의 · 적정절차 · 신속한 재판의 원칙                  |
| 진술거부권 · 접견교통권 · 증거개시제도                           |
| 열람등사권 · 위법수집증거배제법칙                                |
| 법원                                                             |
| 제척 · 기피 · 회피 관할 · 이송 · 법관                            |
| 피고인과 변호인                                                  |
| 피고인 ·변호인 · 성명모용자 · 공동피고인 국선변호인 · 법정대리인 |
| 검사                                                             |
| 기소독점주의 · 검사 동일체의 원칙                                |
| 수사                                                             |
| 함정수사 · 불심검문 · 임의동행 · 동행요구 · 사법경찰관           |
| 구속                                                             |
| 구속영장 · 체포영장                                              |
| 증거법                                                           |
| 정황증거 · 전문증거 · 진술조서 · 진술서 · 실황조사서 · 검증조서  |
| 진술 · 증인                                                      |
| 재판                                                             |
| 공소장 · 공소장일본주의                                          |
| 고소 · 고발 · 고소불가분의 원칙 · 자수                           |
| 상소                                                             |
| 항소, 상고 & 비상상고                                            |
| 다른 7법 영역                                                    |
| 헌법 · 민법 · 형법                                               |
| 민사소송법 · 형사소송법 · 행정법                                 |
| 포털: 법 · 법철학 · 형사정책                                     |
| v • d • e • h                                                    |

일부상소(一部上訴)란 재판결과의 일부분에 대해 상소하는 것을 말한다. 판례는 판결주문의 분할불가능성을 근거로 일부상소가 허용되지 않는다고 본다 불가분의 관계에 있는 재판의 일부만을 불복대상으로 삼은 경우, 그 상소의 효력은 상소불가분의 원칙상 피고사건 전부에 미쳐 그 전부가 상소심에 이심된다 예를 들어 단순일죄의 관계에 있는 공소사실의 일부에 대하여만 유죄를 인정하고 나머지 부분에 대하여는 무죄로 판단한 제1심 판결에 대하여 피고인만이 항소하였더라도 무죄부분을 포함한 공소사실 전부가 항소심에 이심되어 그 심판대상이 된다 포괄일죄의 경우나 상상적 경합관계에 있는 수죄의 경우도 마찬가지여서 공소사실 중 일부 유죄, 나머지 무죄의 판결에 대하여 검사만이 무죄부분에 대한 상고를 하고 피고인은 상고하지 아니하더라도 유죄부분도 상고심에 이전되어 그 심판대상이 된다

## 조문

### 형사소송법 제342조 제1항
상소는 재판의 일부에 대하여 할 수 있다

## 판례
환송 전 항소심에서 포괄일죄의 일부만이 유죄로 인정된 경우 그 유죄부분에 대하여 피고인만이 상고하였을 뿐 무죄부분에 대하여 검사가 상고를 하지 않았다면 상소불가분의 원칙에 의하여 무죄부분도 상고심에 이심되기는 하나 그 부분은 이미 당사자 간의 공격방어의 대상으로부터 벗어나 사실상 심판대상에서부터도 벗어나게 되어 상고심으로서도 그 무죄부분에까지 나아가 판단할 수 없는 것이고, 따라서 상고심으로부터 위 유죄부분에 대한 항소심판결이 잘못되었다는 이유로 사건을 파기환송받은 항소심은 그 무죄부분에 대하여 다시 심리판단하여 유죄를 선고할 수 없다.

### 일부상소의 효력
- 제1심법원이 공소 (1)사실에 대하여 유죄, (2)사실에 대하여는 무죄를 선고하자 피고인은 항소를 하지 않고 검사가 무죄 부분에 대하여만 항소를 하였다면 위 유죄 부분은 확정되고 무죄부분만이 항소심에 계속되게 되었으니 항소심은 위 무죄부분만을 심리판단하여야 한다.[6]
- 원심이 두 개의 죄를 경합범으로 보고 한 죄는 유죄, 다른 한 죄는 무죄를 각 선고하자 검사가 무죄 부분만에 대하여 불복상고하였다고 하더라도 위 두 죄가 상상적 경합관계에 있다면 무죄부분도 상고심의 심판대상이 된다[7]
- 관세법 제282조의 필수적 몰수, 추징 규정이 적용되는 피고사건의 재판에 대한 상고심에서 원심의 주형 부분을 파기하는 경우 부가형인 몰수 또는 추징 부분도 함께 파기하여야 한다[8]

## 참고 문헌
- 양동철, 일부상소와 상소심의 심판범위- 판례에 대한 분석과 비판적 고찰을 중심으로

## 같이 보기
- 불이익변경금지의 원칙